# Automóvil Panamericano
Automóvil Panamericano es una revista mexicana especializada en autos. La revista salió a la venta por primera vez en enero de 1995, editada por Luike-Motorpress y bajo la dirección de Juan Hernández Herrero. Hoy en día, la revista es editada por AMDM Media, y se sitúa como la revista especializada en automóviles más vendida en México;[cita requerida] posee gran información y las noticias más importantes del mundo automotor.
En su vigésimo aniversario (26 de febrero de 2015) se editó un ejemplar con dos portadas diferentes y con 290 páginas. El día 13 de junio de 2020 se anunció que desapareceria la edición impresa después de 25 años siendo su último ejemplar impreso el número 303, la edición 304 a 306 estuvieron disponibles en formato digital a causa de la pandemia de COVID-19.
En mes de junio de 2024 un grupo de entusiastas recuperó la licencia original y relanzó tanto la revista como sus medios digitales (web, podcasts y redes sociales) bajo una empresa denominada AMDM-Media. Su primer número bajo esta nueva administración salió en el mes de diciembre de 2024.

## Los ejemplares más memorables
Son los ejemplares que por motivo de su aniversario —también los n.os 100 y 200— son especiales:
| Ejemplar                    | Fecha de edición         | Notas                                 |
| --------------------------- | ------------------------ | ------------------------------------- |
| Número 0                    | Octubre de 1994          | Solo en editorial Motorpress-Televisa |
| Primer ejemplar             | Enero de 1995            |                                       |
| Quinto aniversario          | 15 de abril de 2000      |                                       |
| Primer rediseño             | 15 de enero de 2002      |                                       |
| Número 100                  | 15 de abril de 2003      |                                       |
| Décimo aniversario          | 15 de febrero de 2005    |                                       |
| Número 150                  | 15 de junio de 2007      |                                       |
| Nueva imagen                | 15 de septiembre de 2009 |                                       |
| Decimoquinto aniversario    | 15 de febrero de 2010    | Número 182                            |
| Número 200                  | 15 de agosto de 2011     |                                       |
| Vigésimo aniversario        | 26 de febrero de 2015    | Número 242                            |
| Número 300                  | 15 de diciembre de 2019  |                                       |
| Vigésimo Quinto aniversario | 15 de febrero de 2020    | Número 302                            |
| Última edición              | 15 de mayo de 2020       | Número 306                            |

## Ediciones especiales
- «Autocatálogo»
- «Los mejores automóviles del mundo»
- Especial «Pruebas»
- Especial «Todoterreno»
- «La historia del automóvil» (libro)
- «Los autos más lujosos de la historia» (libro)
- «El libro verde del automóvil» (libro)
- «¿Qué automóvil comprar?» (ejemplar gratuito en el n.° 203)

## Las mejores pruebas
- McLaren 12c Spider (2013)
- Porsche 911 (15 de diciembre de 1995)
- Comparativa de convertibles (15 de junio de 1996)
- Ford Escort 50 000 km (1996-1997)
- Cadillac Seville De cabo a rabo (1998)
- Volkswagen Golf GTi (15 de julio de 1999)
- Chrysler PT Cruiser (ejemplar de 5.º aniversario)
- Seat Ibiza (15 de mayo de 2001)
- Comparativa de minivanes (15 de marzo de 2002)
- Comparativa subcompactos (15 de agosto de 2002; prueba realizada en el Estadio Azteca)
- Los mejores deportivos del mundo (n.° 100)
- Mercedes-Benz SLR McLaren (ejemplar del 10.º aniversario)
- Gama Porsche (15 de junio de 2006)
- Gama Ferrari (15 de agosto de 2006)
- Prueba de superautos (n.° 200 de 2011)
- Análisis oferta verde -prueba de híbridos y eléctricos a la venta- (ejemplar de octubre de 2014)

Las fechas mencionadas indican la fecha oficial de publicación (venta al público), con el ejemplar correspondiendo al mes siguiente de su publicación. Es decir, la revista que sale a la venta el 15 de agosto, por ejemplo, es el número correspondiente al mes de septiembre, y permanece en kioscos hasta el 15 de septiembre.

## Otras revistas de la editorial Motorpress Televisa
Algunas de las revistas consideradas «hermanas» de Automóvil Panamericano son:
- Autoplus (antes, Guía Útil)
- Bike a Fondo
- Maxituning (dejó de circular)
- Triatlón
- Motociclismo Panamericano
- Motor Clásico
- Sportauto
- Runners World
- Sportlife